# 炉頂圧発電
炉頂圧発電（ろちょうあつはつでん）とは、高炉ガスの排出時の圧力でタービンを回す発電方式である。
鉄鉱石を還元して鉄を作る高炉の炉頂部から出るガスは、3気圧から4気圧の圧力を持つ。このガス圧でタービンを回転させて発電することで、エネルギーを回収する。タービン出力は最高40MW程度まで実用化されており、日本国内の大型炉にはほとんど取り付けられている。

タービンを通過したガスはタンクに貯蔵され、火力発電の燃料として利用されるので、高炉プラント全体のエネルギー効率の改善に役立っている。